# Zasłonak piękny

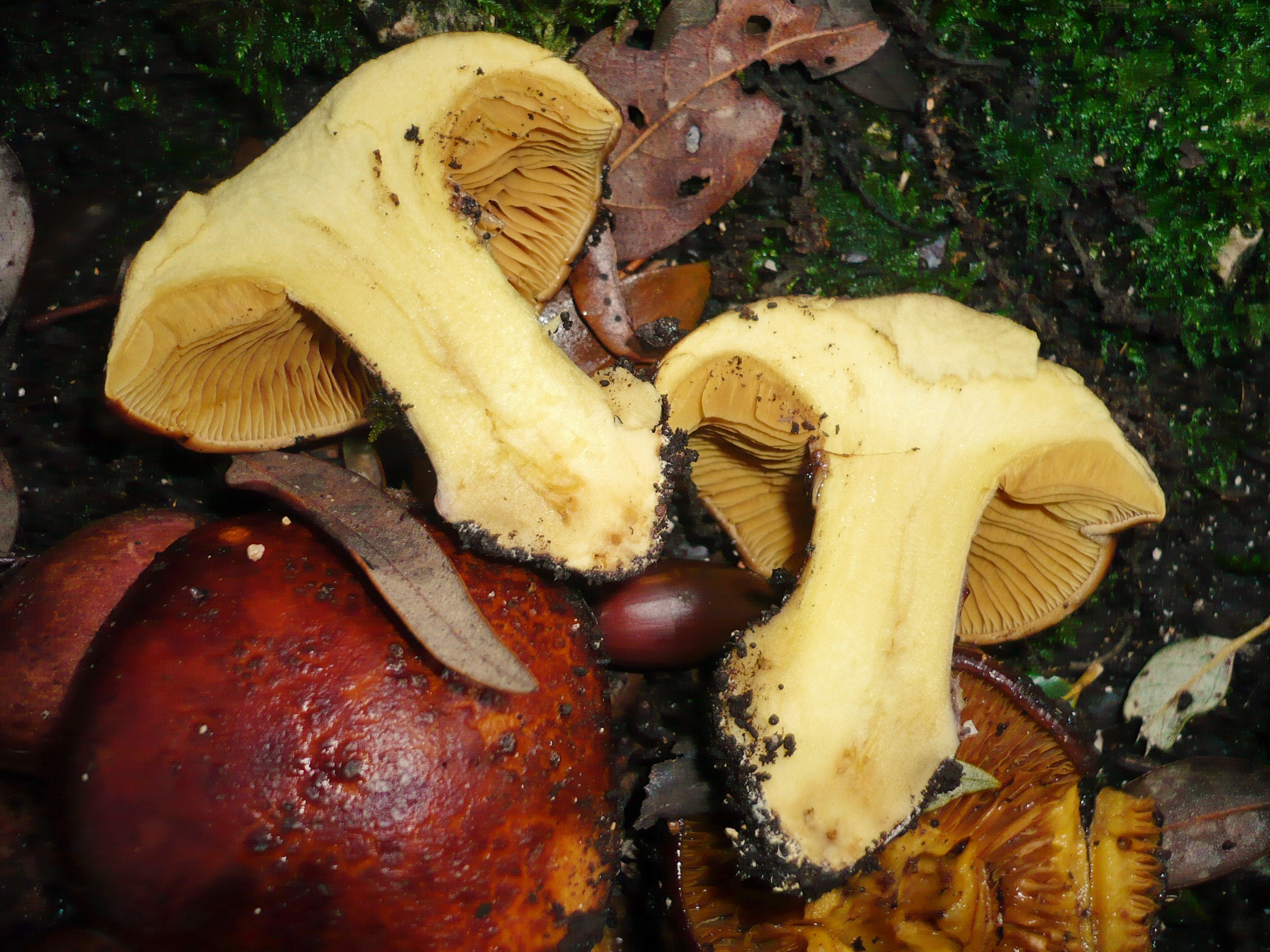

Zasłonak piękny (Calonarius splendens (Rob. Henry) Niskanen & Liimat.) – gatunek grzybów należący do rodziny zasłonakowatych (Cortinariaceae).

## Systematyka i nazewnictwo
Pozycja w klasyfikacji według Index Fungorum: Calonarius, Cortinariaceae, Agaricales, Agaricomycetidae, Agaricomycetes, Agaricomycotina, Basidiomycota, Fungi.
Po raz pierwszy opisał go w 1939 r. Robert Henry, nadając mu nazwę Cortinarius splendens. Obecną nazwę nadali mu Tuula Niskanen i Kare Liimatainen w 2022 r.
Synonimy:

- Cortinarius splendens Rob. Henry 1939
- Cortinarius splendens var. majusculus Kühner 1953
- Cortinarius splendens var. papillatosporus Bidaud & Moënne-Locc. 2003
- Cortinarius splendens var. splendidissimus (Rob. Henry) Bidaud & Reumaux 2003
- Cortinarius splendidissimus Rob. Henry 1992
- Cortinarius sulphureus var. splendens (Rob. Henry) Melot 1986
- Phlegmacium splendens (Rob. Henry) M.M. Moser 1960
- Phlegmacium splendens (Rob. Henry) M.M. Moser, in Gams 1953[2]

Nazwę polską podał Andrzej Nespiak w 1975 r., Władysław Wojewoda w 1999 r., opisywał ten gatunek pod nazwą zasłonak żółtawy. Obydwie są niespójne z aktualną nazwą naukową.

## Morfologia
Kapelusz
Średnica 3–8 cm, za młodu półkulisty, potem płaski, a nawet nieco wklęsły na środku. Brzeg cienki, prosty, długo podwinięty. Powierzchnia gładka, w stanie wilgotnym bardzo lepka, śliska, błyszcząca, czerwonawa, w stanie suchym jedwabista, żółta z czerwonawobrązowymi łuseczkami.
Blaszki
Przyrośnięte, gęste, cienkie z międzyblaszkami. Początkowo mają tę samą barwę co kapelusz, później od zarodników stają się rdzawobrązowe lub ochrowe.
Trzon
Cylindryczny, podłużnie włókienkowaty z resztkami osłony. U podstawy często występuje żółta grzybnia.
Miąższ
Zwarty, złotożółty. Zapach niewyraźny, smak słodkawy.
Zarodniki
Elipsoidalne, brązowożółte, brodawkowane.
Gatunki podobne
Najbardziej podobny jest Zasłonak złoty (Cortinarius elegantissimus)/ Może być też pomylony z gąską zielonką (Tricholoma equestre).

## Występowanie i siedlisko
Znane są jego stanowiska głównie w Europie. Jest tutaj szeroko rozprzestrzeniony, nie podano stanowisk tylko w Europie Wschodniej. Ponadto znane są 3 stanowiska w Kanadzie i jedno w Australii. W piśmiennictwie naukowym na terenie Polski do 2003 r. podano tylko jedno stanowisko (1996 r. w Częstochowie).
Rośnie na ziemi w lasach liściastych, rzadziej iglastych, szczególnie na podłożu wapiennym. Owocniki od lata do jesieni.
Grzyb trujący.